# Stratificering (botanik)
 For alternative betydninger, se Stratifikation. (Se også artikler, som begynder med Stratifikation)
Stratificering kommer af latin stratum = "lag". Ordet bruges som betegnelse for den behandling af frø, som man bruger for at bryde frøhvilen. 
Oprindelig lagde man fugtigt sand og frø skiftevis i lag oven på hinanden, og det gav fremgangsmåden dens navn. Ved dagligt at skovle forsigtigt rundt i sand-frø blandingen kan man holde den jævnt fugtig og gennemiltet. Hvis temperaturen samtidig holdes omkring +5° indledes de enzymprocesser i frøene, som bryder frøhvilen. 
Når de allerførste spidser af rodspirerne kan ses, køler man blandingen ned, så processen går i stå. Fra det tidspunkt er frøet parat til at spire øjeblikkeligt, når det bliver sået i fugtig og bekvem jord.
Metoden bruges – i en moderniseret kølerumsudgave – i de planteskoler, som producerer planter fra frø.